# Suzzara–Ferrara-vasútvonal
A Suzzara–Ferrara-vasútvonal egy 82 km hosszúságú, normál nyomtávolságú vasútvonal Olaszországban, Suzzara és Ferrara között. A vonal 3000 V egyenárammal villamosított, fenntartója az FER.